# Chlorophoneus nigrifrons
A Chlorophoneus nigrifrons a madarak osztályának verébalakúak (Passeriformes) rendjébe és a bokorgébicsfélék (Malaconotidae) családjába tartozó faj.

## Rendszerezése
A fajt Anton Reichenow német ornitológus írta le 1896-ban, a Laniarius nembe Laniarius nigrifrons néven. Sorolták a Telophorus nembe Telophorus nigrifrons néven is.

## Alfajai
- Chlorophoneus nigrifrons manningi (Shelley, 1899)
- Chlorophoneus nigrifrons nigrifrons (Reichenow, 1896)
- Chlorophoneus nigrifrons sandgroundi Bangs, 1931[2]

## Előfordulása
Afrika déli és keleti részén, Angola, a Dél-afrikai Köztársaság, Kenya, a Kongói Demokratikus Köztársaság, Malawi, Mozambik, Tanzánia , Uganda, Zambia és Zimbabwe területén honos. 
Természetes élőhelyei a szubtrópusi és trópusi síkvidéki és hegyi esőerdők. Állandó, nem vonuló faj.

## Megjelenése
Testhossza 19 centiméter, testtömege 28-40 gramm.

## Természetvédelmi helyzete
Az elterjedési területe nagyon nagy, egyedszáma viszont stabil. A Természetvédelmi Világszövetség Vörös listáján nem fenyegetett fajként szerepel.